# Václav Josef Klíma
Václav Josef Klíma (19. března 1918 Plzeň – 12. ledna 2012 Praha) byl český numismatik.

## Životopis
Od mládí se zajímal o numismatiku, v roce 1938 se stal členem plzeňského numismatického kroužku, v roce 1945 vstoupil do Numismatické společnosti Československa (pozdější Československá resp. Česká numismatická společnost).
V roce 1957 se přestěhoval do Chebu a jeho zásluhou zde také v roce 1969 byla založena pobočka České numismatické společnosti, kterou řadu let vedl a podílel se na organizování celostátních aukcí numismatického materiálu a dalších akcí, které přesahovaly hranice regionu. Chebská pobočka začala vydávat Numismatickou ročenku, do které rovněž přispíval.
V letech 1971–1993 byl členem ústředního výboru České numismatické společnosti. V roce 1973 byl jmenován soudním znalcem v oboru numismatika.
Poslední léta života prožil v Praze, kde také zemřel. Pochován je na chebském hřbitově.

## Publikační činnost
Václav J. Klíma je autorem řady odborných článků publikovaných v materiálech České numismatické společnosti i v odborných časopisech. O svém sběratelském životě sepsal v roce 1998 Vzpomínky na numismatiku.